# هه‌نان
هه‌نان (به چینی: 河南) ، (به انگلیسی: Henan) یکی از استان‌های کشور چین است.
این استان در مرکز این کشور قرار گرفته است و مرکز آن شهر ژنگ ژو است.
جمعیت آن بالغ بر نود و هشت میلیون نفر است که پرجمعیت‌ترین استان چین به حساب می‌آید.
مساحت این استان برابر ۱۶۷٬۰۰۰ کیلومتر مربع است .
استان هه‌نان در حوضه رودخانه زرد قرار گرفته است.
چندی از پایتخت‌های باستانی چین از جمله شهرهای لوئویانگ، کایفنگ و آنیانگ در این استان قرار دارند .